# Prequência
Prequência, prequel (aport. prequela ) é uma obra narrativa que contém elementos ambientados no mesmo universo ficcional, cuja história antecede ao trabalho anterior, apresentando eventos que ocorreram antes da obra original. Às vezes sugerido como neologismo a partir do inglês prequel, do mundo cinematográfico (formado por pre — que pode significar antes — e sequel — um trabalho realizado após outro, sequência), embora haja divergências quanto à verdadeira etimologia. As palavras prelúdio, importada da terminologia musical, prólogo, do teatro, e preâmbulo, da literatura, às vezes são empregadas com esse sentido.
Prequências podem debruçar-se ou não sobre a mesma trama da qual são derivadas. Muitas vezes, explicam o passado que levou ao acontecimento dos eventos na narrativa original, compartilhando tramas e personagens, mas, às vezes, as conexões entre as obras não são explícitas, apenas compartilhando o universo em que se passam.